# Saint-Éloi (Nièvre)
Saint-Éloi ist eine Gemeinde mit 2.220 Einwohnern (Stand: 1. Januar 2022) in Zentralfrankreich im Département Nièvre in der Region Bourgogne-Franche-Comté. Saint-Éloi gehört zum Arrondissement Nevers und ist Mitglied im Gemeindeverband Communauté d’agglomération de Nevers. Die Bewohner werden Saint-Éloisiens und Saint-Éloisiennes genannt.

## Geografie

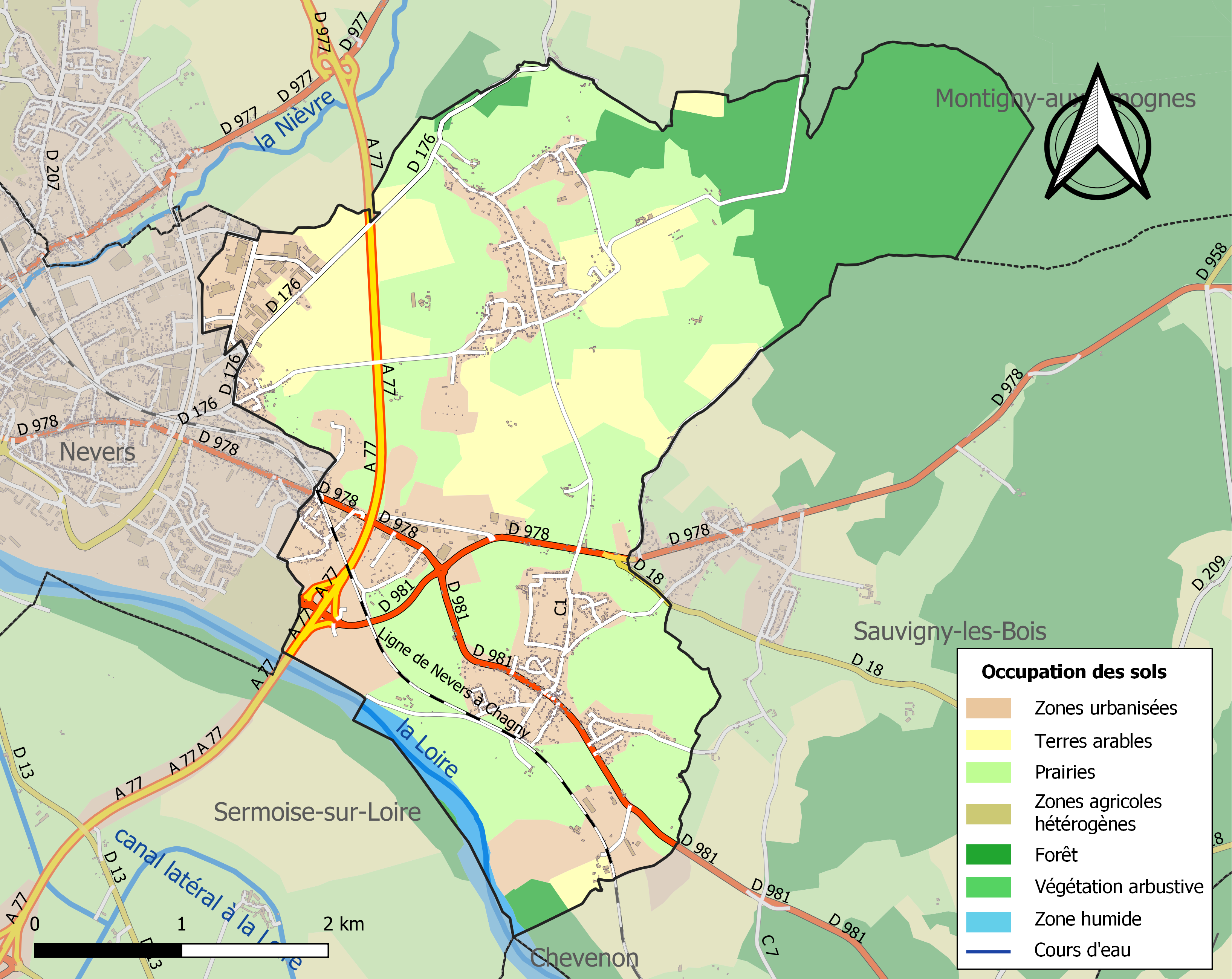
Bodennutzung und Infrastruktur der Gemeinde (2018)

Saint-Éloi liegt etwa 4,5 Kilometer ostsüdöstlich von Nevers am rechten Ufer der Loire in der historischen Provinz des Nivernais. Die Gemeinde wird außer von der Loire vom Flüsschen Éperon, vom Ruisseau de Guipasse, vom Ruisseau du Cholet und verschiedenen kleineren Bächen entwässert. Ihr Zentrum liegt auf einer Höhe von etwa 190 m, das Bett der Loire etwa 20 Höhenmeter tiefer. Das Gelände steigt nach Norden zum Staatsforst Les Amognes hin auf über 240 m an.
Ein Teil des Gebiets von Saint-Éloi gehört zu den Natura 2000-Schutzgebieten „Vallées de la Loire et de l’Allier entre Cher et Nièvre“ (FR2600965), „Vallées de la Loire et de l’Allier entre Cher et Nièvre“ (FR2610004), „Bocages, forêts et milieux humides des Amognes et du bassin de la Machine“ (FR2601014) und „Bocages, forêts et milieux humides des Amognes et du bassin de la Machine“ (FR2612009) sowie von sechs ZNIEFF-Naturzonen.
Etwa 55 % der Fläche der Gemeinde werden landwirtschaftlich genutzt, etwa 19 % sind bewaldet, insbesondere durch den Anteil am Staatsforst. Der Anteil an bebauter Fläche beträgt etwa 13 %, der an industrieller oder gewerblicher Fläche 8 % (Stand 2018).
Umgeben wird Saint-Éloi von den Nachbargemeinden Coulanges-lès-Nevers im Nordwesten und Norden, Montigny-aux-Amognes im Nordosten, Sauvigny-les-Bois im Osten und Südosten, Chevenon über einen Berührungspunkt im Süden, Sermoise-sur-Loire im Südwesten sowie Nevers im Westen.

## Bevölkerungsentwicklung
| Saint-Éloi: Einwohnerzahlen von 1793 bis 2020                                                                              | Saint-Éloi: Einwohnerzahlen von 1793 bis 2020 | Saint-Éloi: Einwohnerzahlen von 1793 bis 2020 | Saint-Éloi: Einwohnerzahlen von 1793 bis 2020 | Saint-Éloi: Einwohnerzahlen von 1793 bis 2020 |
| --- | --------------------------------------------- | --------------------------------------------- | --------------------------------------------- | --------------------------------------------- |
| Jahr |                                               |                                               |                                               | Einwohner                                     |
| 1793 | 1793                                          |                                               | 620                                           | 620                                           |
| 1800 | 1800                                          |                                               | 510                                           | 510                                           |
| 1806 | 1806                                          |                                               | 495                                           | 495                                           |
| 1821 | 1821                                          |                                               | 598                                           | 598                                           |
| 1831 | 1831                                          |                                               | 624                                           | 624                                           |
| 1836 | 1836                                          |                                               | 719                                           | 719                                           |
| 1841 | 1841                                          |                                               | 677                                           | 677                                           |
| 1846 | 1846                                          |                                               | 767                                           | 767                                           |
| 1851 | 1851                                          |                                               | 815                                           | 815                                           |
| 1856 | 1856                                          |                                               | 861                                           | 861                                           |
| 1861 | 1861                                          |                                               | 866                                           | 866                                           |
| 1866 | 1866                                          |                                               | 869                                           | 869                                           |
| 1872 | 1872                                          |                                               | 804                                           | 804                                           |
| 1876 | 1876                                          |                                               | 801                                           | 801                                           |
| 1881 | 1881                                          |                                               | 801                                           | 801                                           |
| 1886 | 1886                                          |                                               | 747                                           | 747                                           |
| 1891 | 1891                                          |                                               | 807                                           | 807                                           |
| 1896 | 1896                                          |                                               | 770                                           | 770                                           |
| 1901 | 1901                                          |                                               | 779                                           | 779                                           |
| 1906 | 1906                                          |                                               | 787                                           | 787                                           |
| 1911 | 1911                                          |                                               | 750                                           | 750                                           |
| 1921 | 1921                                          |                                               | 726                                           | 726                                           |
| 1926 | 1926                                          |                                               | 730                                           | 730                                           |
| 1931 | 1931                                          |                                               | 795                                           | 795                                           |
| 1936 | 1936                                          |                                               | 739                                           | 739                                           |
| 1946 | 1946                                          |                                               | 762                                           | 762                                           |
| 1954 | 1954                                          |                                               | 819                                           | 819                                           |
| 1962 | 1962                                          |                                               | 898                                           | 898                                           |
| 1968 | 1968                                          |                                               | 946                                           | 946                                           |
| 1975 | 1975                                          |                                               | 1.000                                         | 1.000                                         |
| 1982 | 1982                                          |                                               | 1.484                                         | 1.484                                         |
| 1990 | 1990                                          |                                               | 1.805                                         | 1.805                                         |
| 1999 | 1999                                          |                                               | 1.904                                         | 1.904                                         |
| 2006 | 2006                                          |                                               | 2.015                                         | 2.015                                         |
| 2013 | 2013                                          |                                               | 2.147                                         | 2.147                                         |
| 2020 | 2020                                          |                                               | 2.223                                         | 2.223                                         |
| Quelle(n): EHESS/Cassini bis 1999, INSEE ab 2006 Anmerkung(en): Ab 1962 offizielle Zahlen ohne Einwohner mit Zweitwohnsitz |                                               |                                               |                                               |                                               |

## Sehenswürdigkeiten
- Kirche Saint-Éloi aus dem 13. Jahrhundert, im 19. Jahrhundert umgestaltet
- Frühere romanische Kirche Saint-Symphorien in Chaluzy aus dem 12. Jahrhundert, seit 1974 als Monument historique klassifiziert
- Alte Kapelle des Siechenhauses von Saint-Lazare
- Ruinen der Priorei von Faye
- Schloss Trangy mit Windmühle aus dem 19. Jahrhundert
- Schloss Venille aus dem 15. und 17. Jahrhundert mit Kapelle aus dem 19. Jahrhundert
- Taubenschlag aus dem 16. Jahrhundert (Reste des Schlosses Saint-Éloi, das im 19. Jahrhundert abgerissen wurde)
- Alte Wassermühlen

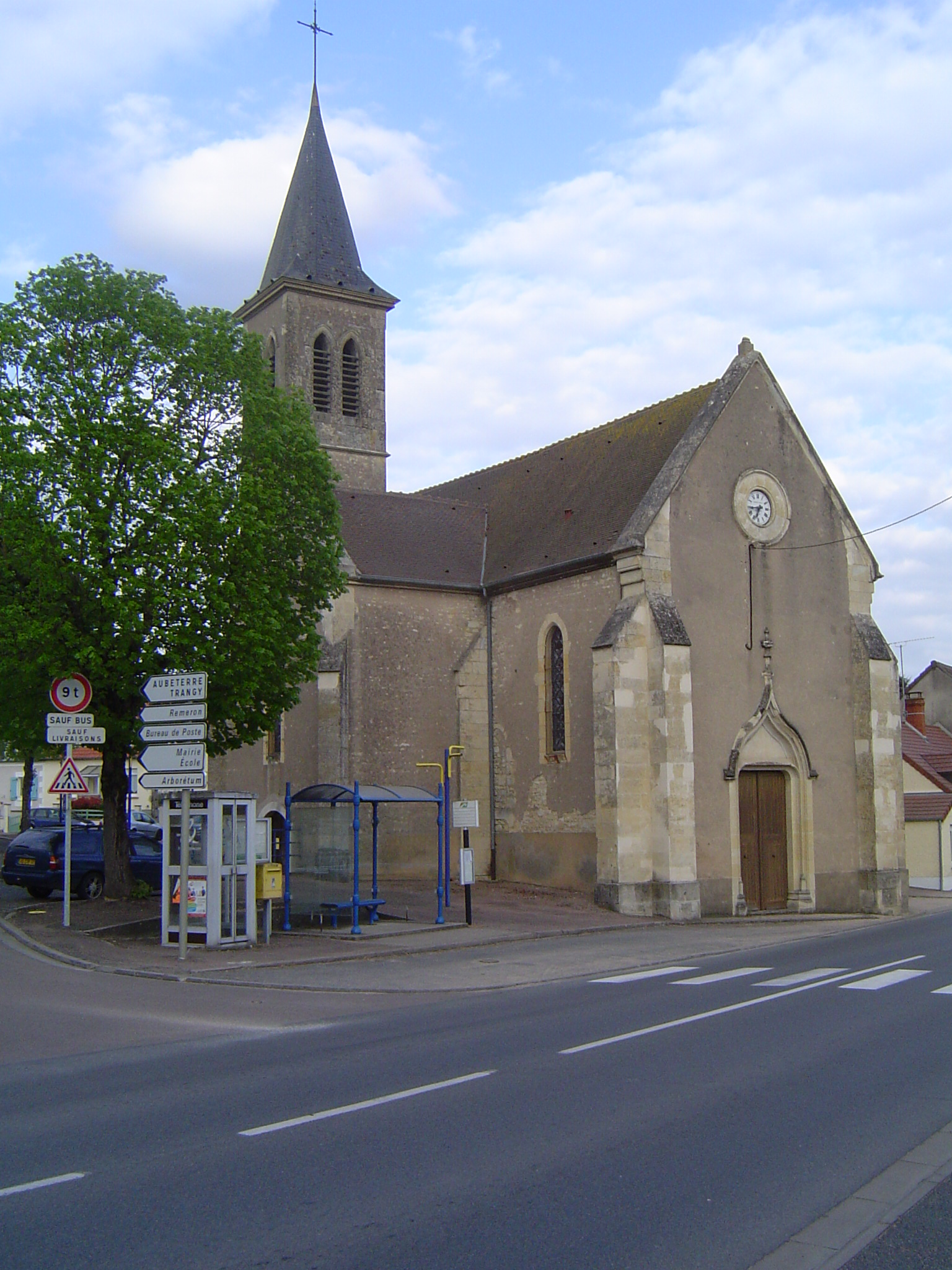
Kirche Saint-Éloi
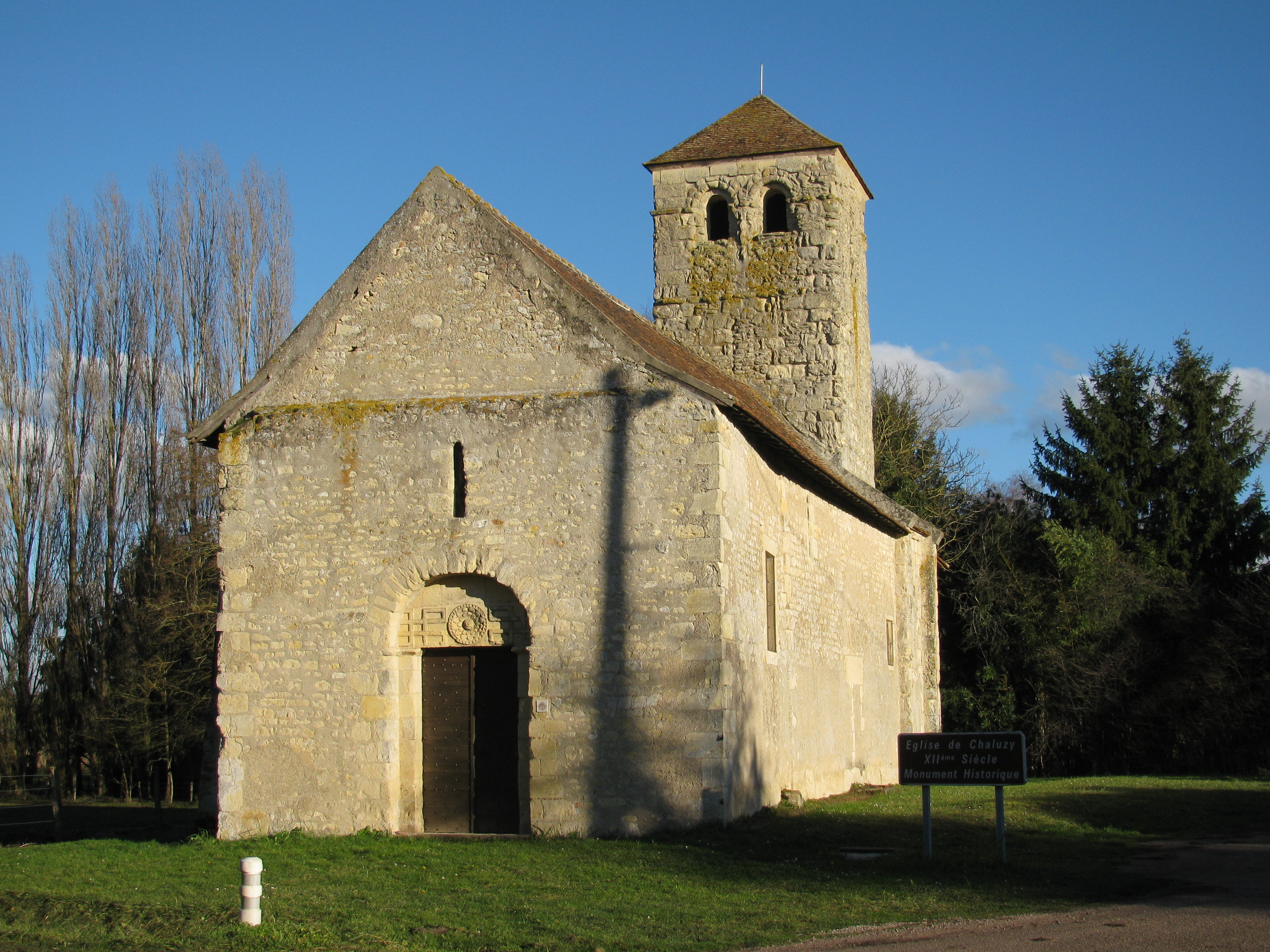
Kirche Saint-Symphorien de Chaluzy

## Verkehr
Die Autoroute A 77, genannt „Autoroute de l’Arbre“, von Poligny in der Nähe von Paris bis Nevers durchquert das westliche Gemeindegebiet mit der Anschlussstelle 36. Die Departementsstraße D 978, die ehemalige Route nationale 78, von Nevers nach Saint-Laurent-en-Grandvaux führt durch südliche Gemeindegebiet vom Saint-Éloi ebenso wie die D 981, die ehemalige Route nationale 81, von Nevers nach Pouilly-en-Auxois.
Eine Buslinie der Transportgesellschaft MOBIGO der Region Bourgogne-Franche-Comté verbindet Saint-Éloi mit Nevers und Imphy. Busse einer Linie des TER Bourgogne-Franche-Comté verbinden Saint-Éloi mit Nevers und Luzy. Eine Stadtbuslinie der Transportgesellschaft Taneo des Gemeindeverband verbindet die Gemeinde mit zahlreichen Haltestellen in Nevers.
Saint-Éloi liegt an der Bahnstrecke Nevers–Chagny, besitzt aber keinen Haltepunkt.